# Loggia dei Militi
La loggia dei Militi (loge des soldats) est un édifice historique situé sur la piazza del Comune, en face du Dôme de la ville de Crémone en Lombardie.

## Histoire
Une plaque encastrée dans le mur de la façade rappelle que la loggia dei Militi est construite en 1292 et devient le siège de la milice citadine (d'où son nom). 
Au XVIe siècle, le portique est colmaté et la loggia du rez-de-chaussée transformée en mezzanine pour créer une série d'espaces, telle une salle pour le collège des avocats à laquelle on accédait par un escalier externe, communément appelé scala dei lupi (escalier des loups). Au début du XIXe siècle, l'édifice devient une école de filles. En 1870, vendu au consortium Argini et Dugali pour 11 000 lires par la commune de Crémone, l'architecte Marchetti est chargé de réaménager les intérieurs de l'édifice, en détruisant les traces de l'escalier d'origine ainsi que la scala dei lupi. En 1922, à la suite d'une décision communale, la ville de Crémone le rachète et décide de consacrer le lieu aux soldats morts lors de la Grande Guerre : le projet est confié aux architectes Gaetano Moretti (it) et Ambrogio Annoni (it).